# Kamal Quliyev
Kamal Quliyev (ur. 14 listopada 1976 w Sumgaicie) – azerski piłkarz występujący na pozycji pomocnika. W trakcie kariery piłkarskiej był związany m.in. z azerskimi klubami Neftçi PFK i Xəzər Lenkoran, a także ukraińskim zespołem Wołyń Łuck. W reprezentacji Azerbejdżanu zadebiutował w 1999 roku. W latach 1999–2005 wystąpił w 44 meczach kadry.